# Ermitage Notre-Dame-de-Pène
Pour les articles homonymes, voir de Pène.
L'ermitage Notre-Dame-de-Pène est un ermitage du XVIe siècle, situé dans la commune de Cases-de-Pène, dans le département français des Pyrénées-Orientales.
Il est inscrit monument historique depuis le 1er juin 1992.

## Situation
L'ermitage est situé au sud-ouest du village de Cases-de-Pène, sur une arête rocheuse surplombant l'Agly. On y accède par un escalier de 51 marches.

## Toponymie
Le nom catalan de l'ermitage est Nostra Senyora de Pena.

## Histoire
Un premier sanctuaire dédié à Sainte Anne est construit sur les ruines de l'ancien château de Cases-de-Pène. La construction du chœur de la nouvelle chapelle date de 1530, suivie par celle de la nef, peu de temps après. Des bâtiments annexes ont été construits autour au XVIIIe siècle et XIXe siècle.

## Architecture
La chapelle de l'ermitage est constituée d'une nef unique.  

## Notes et références

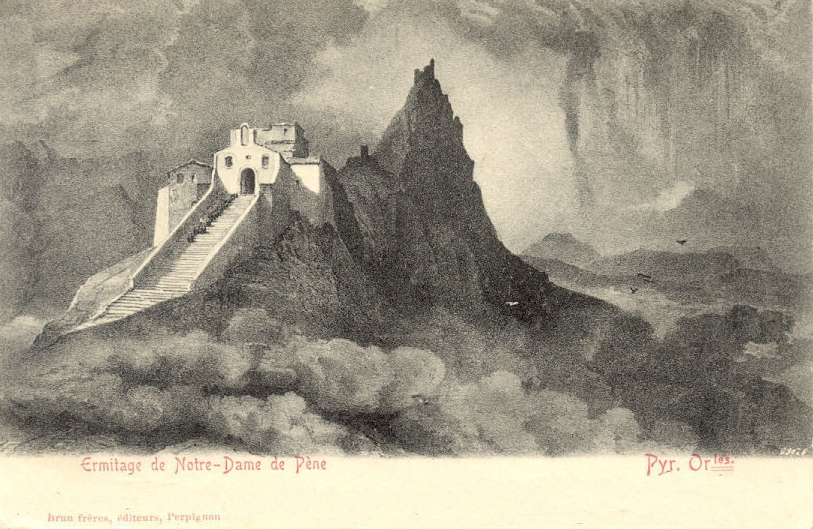
Ancienne carte postale (vers 1910) de l'ermitage.
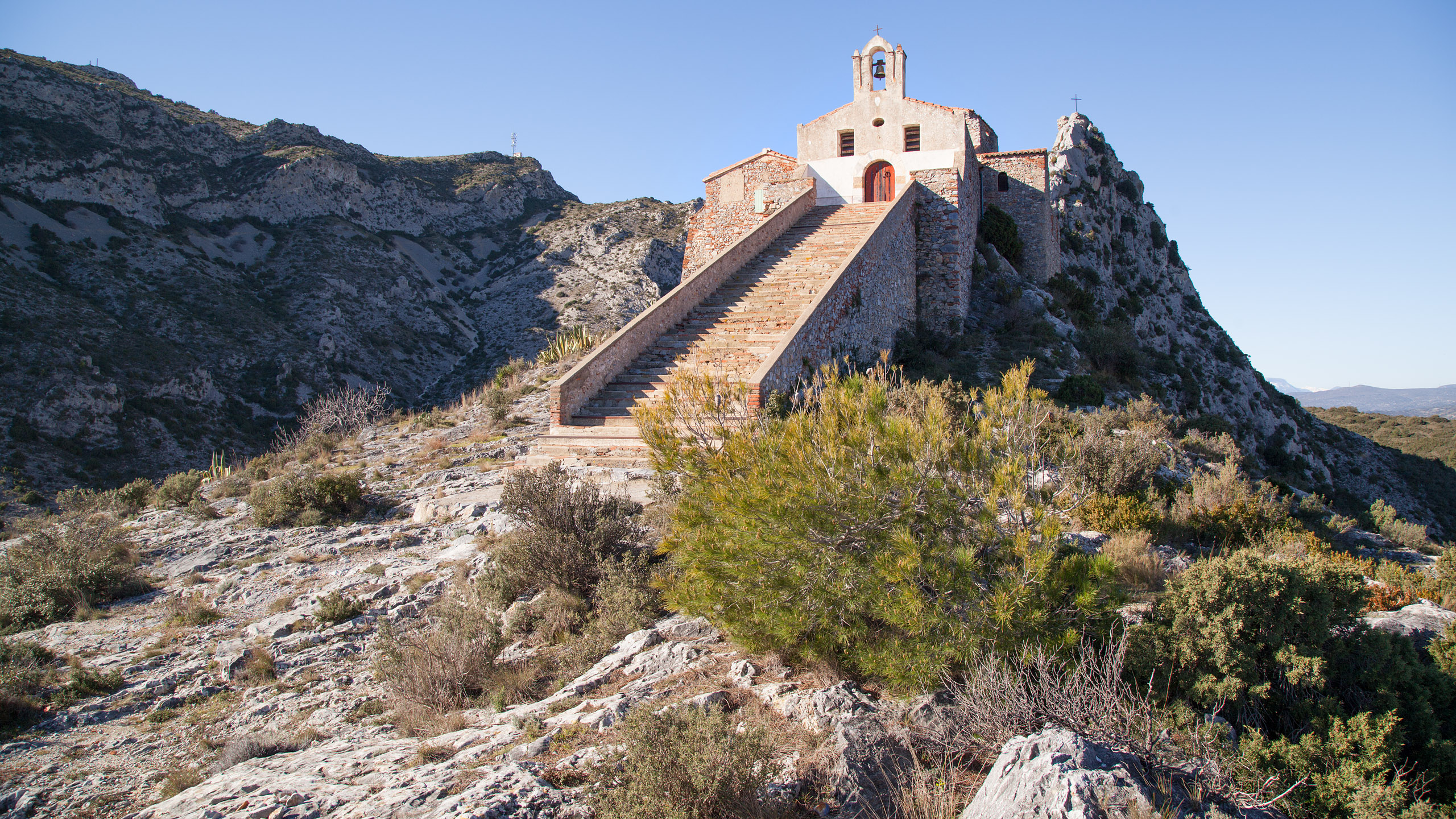
L'ermitage en 2015.

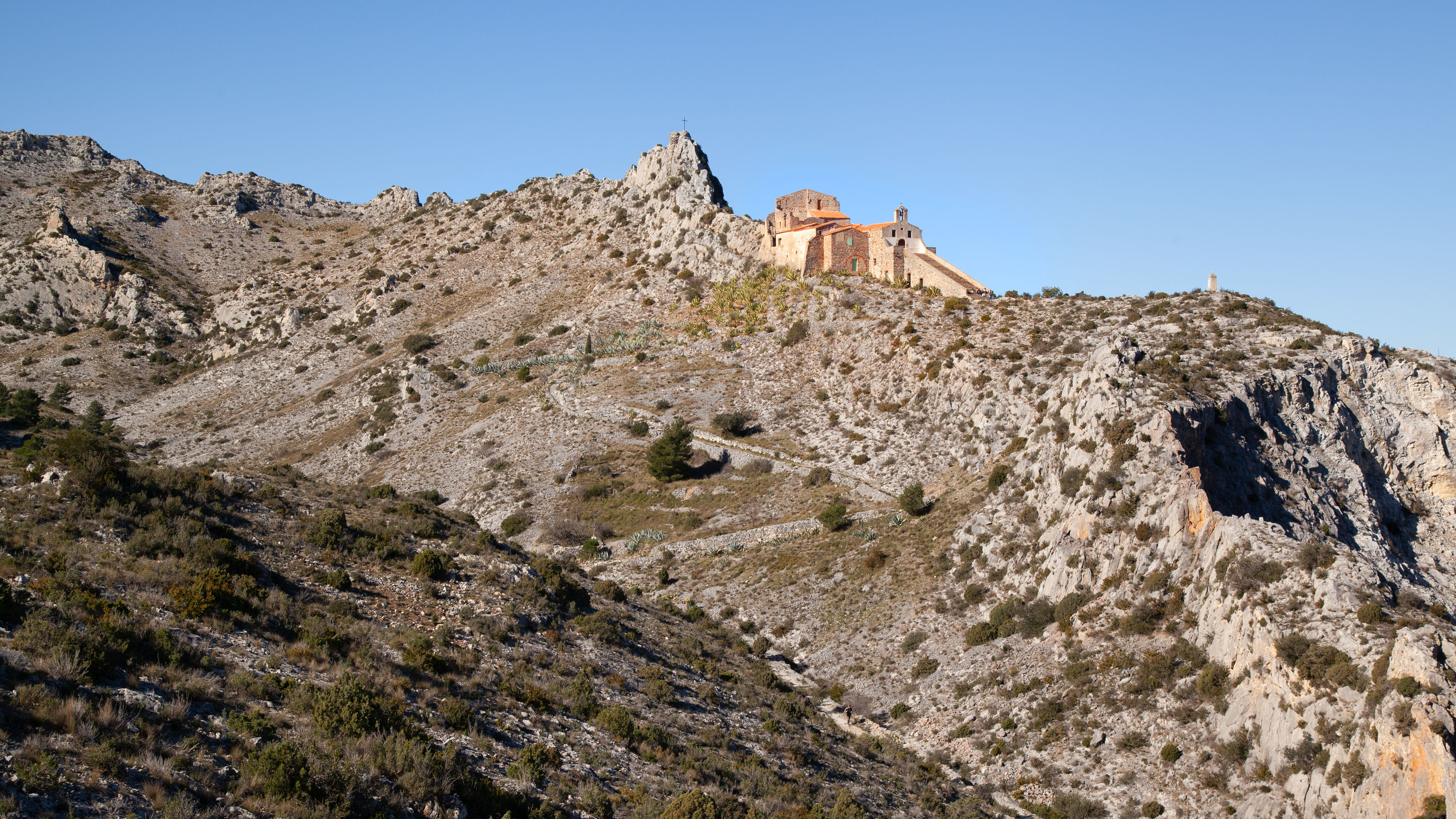
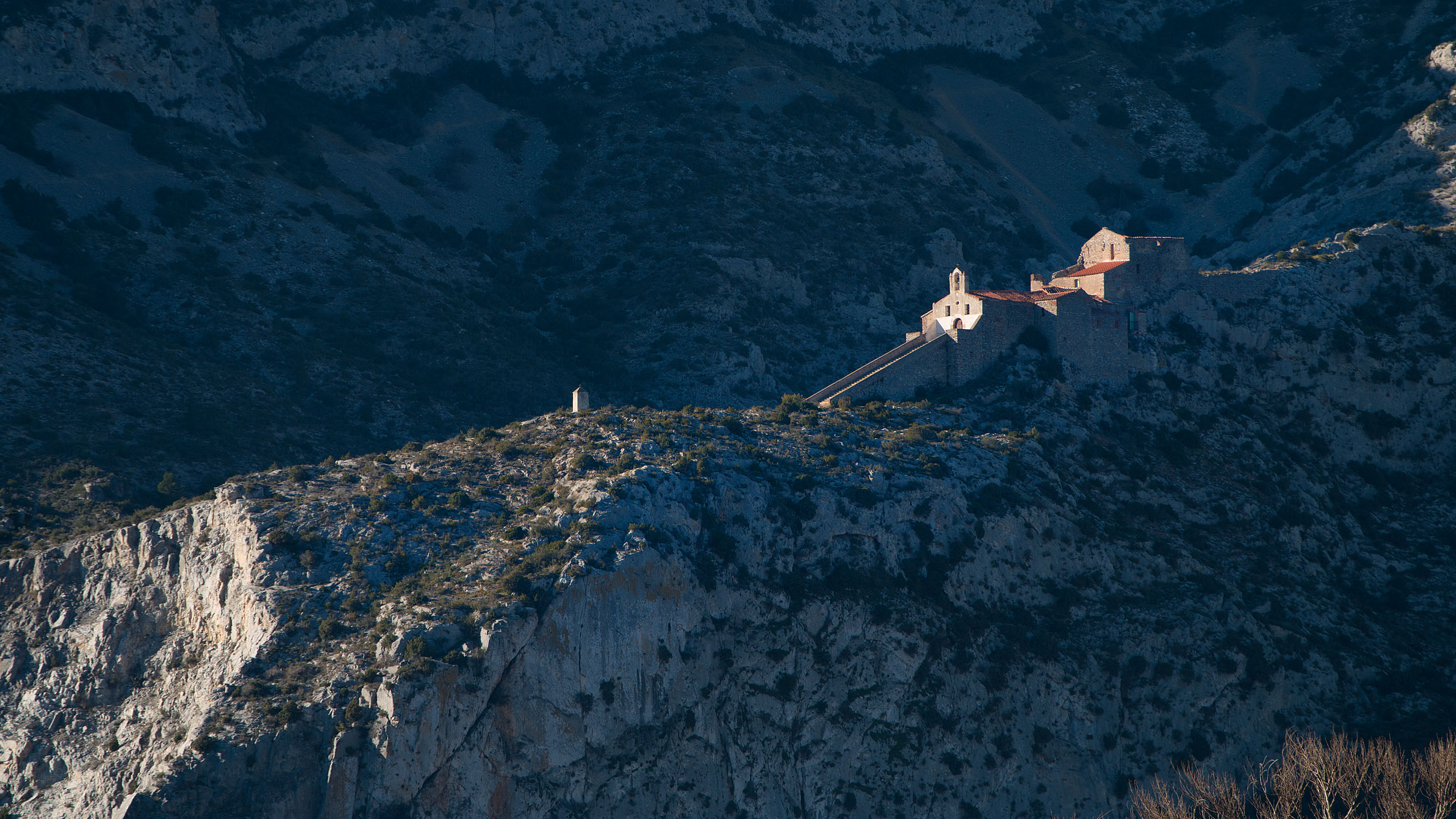
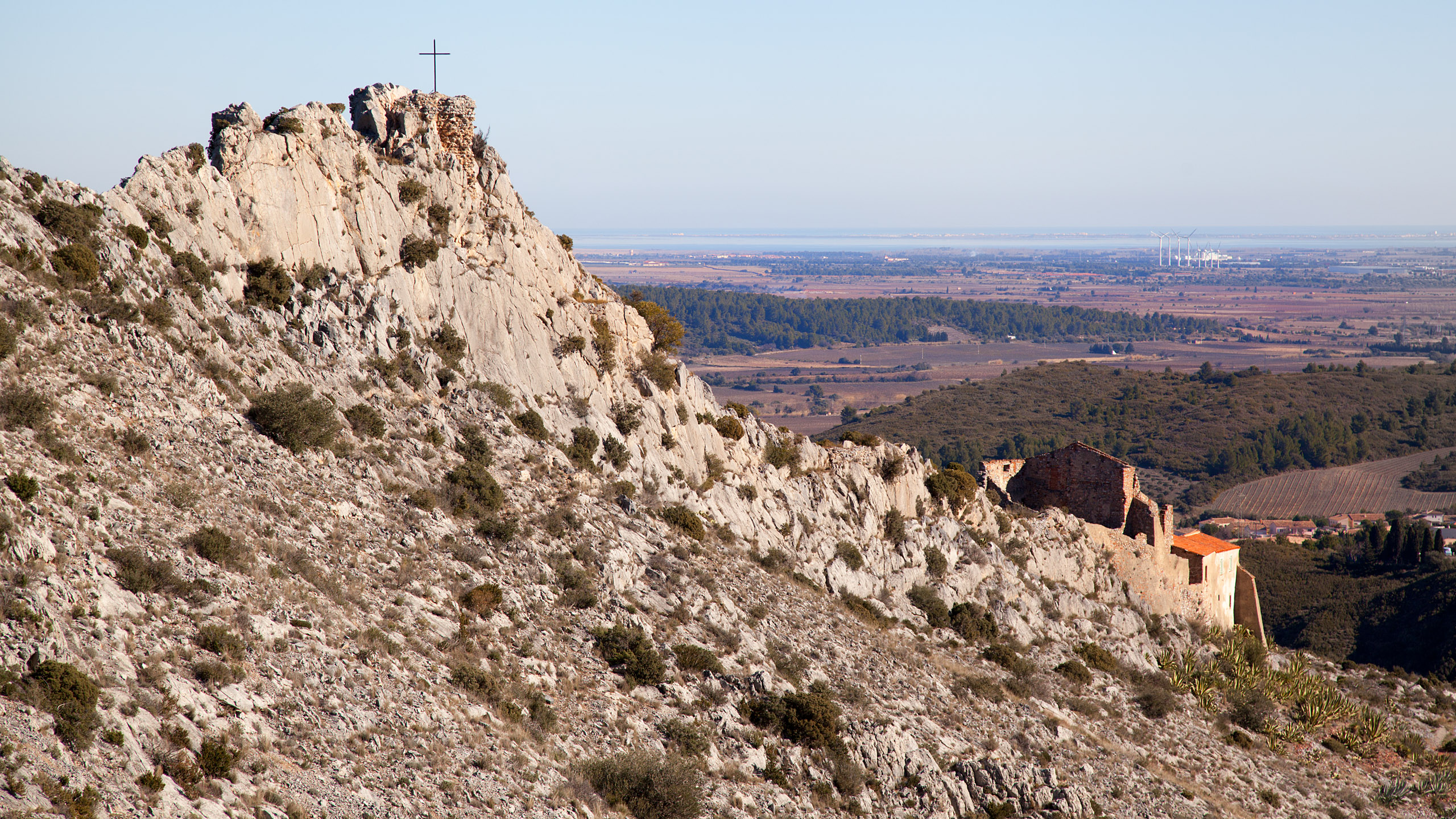